# Ameryka (województwo lubelskie)
Ameryka – wieś w Polsce położona w województwie lubelskim, w powiecie hrubieszowskim, w gminie Mircze. Leży przy drodze wojewódzkiej nr 844.
W latach 1975–1998 miejscowość administracyjnie należała do województwa zamojskiego. 
Wieś jest sołectwem w gminie Mircze. Według Narodowego Spisu Powszechnego (III 2011 r.) liczyła 74 mieszkańców i była 26. co do wielkości miejscowością gminy.
Wierni Kościoła rzymskokatolickiego należą do parafii Zmartwychwstania Pańskiego w Mirczu.